# Trevor Lissauer
Trevor Ryan Lissauer (Dallas, Texas, 29 de Outubro de 1973) é um ator e músico estadunidense, mais conhecido por seu trabalho em Sabrina, the Teenage Witch como Miles Goodman, e como o vocalista da banda The Glass Plastiks.

## Filmografia

### Televisão
- 2006 Reno 911! como Henry Junior, Jr.
- 2002 Sabrina, the Teenage Witch como Miles Goodman
- 1999 Roswell como Octavio
- 1999 Felicity como Andrew
- 1999 Undressed como Z
- 1998 Beyond Belief como Ben
- 1994 Lifestories como Jeremy Clifton
- 1993 Running the Halls como David Reese

### Cinema
- 2008 American Cowslip como Jim Bob
- 2003 Eden's Curve como Joe
- 2001 Clay Pride: Being Clay in America como Steve
- 1998 Erasable You como Sr. Green
- 1997 An American Vampire Story como Frankie
- 1993 The Skateboard Kid como Zack